# Stand Up People
「Stand Up People」（スタンド・アップ・ピープル）は韓国のダンスボーカルグループ・天上智喜の6枚目のシングルで、2008年7月23日にrhythm zoneより発売。

## 解説
- DVD付とCDのみの二種類のフォーマットがある。
- 今回はVideo Clipにライブ映像が収録される。
- PVメイキングは収録されていないが、ライブ映像のOff shot映像が収録されている。

## 収録

### CD収録曲(全タイプ共通)
1. Stand Up People
2. Dear friend
3. Stand Up People (R.Yamaki's original version)
4. One More Time,OK? ("Royal Mirrorball Mix)
5. Stand Up People (Instrumental)
6. Dear friend (Instrumental)

### DVD(DVD付盤のみ)
1. Stand Up People -Video Clip-
2. Graceful Party Vol.1 追加公演ダイジェスト映像
3. off shot映像 in Graceful Party Vol.1